# Franz Leinecker

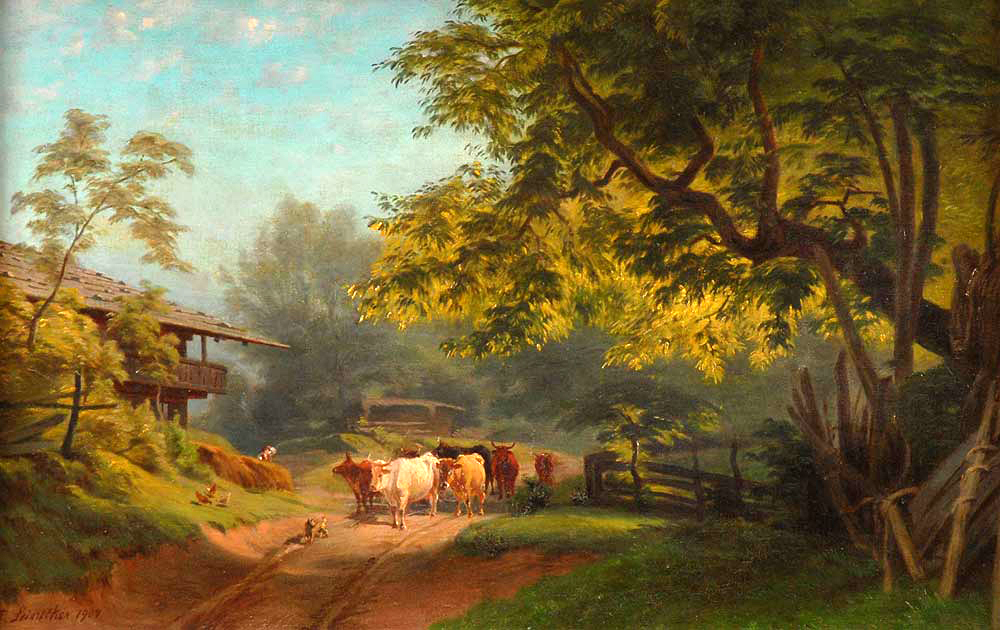
Viehherde vor Bauernhof

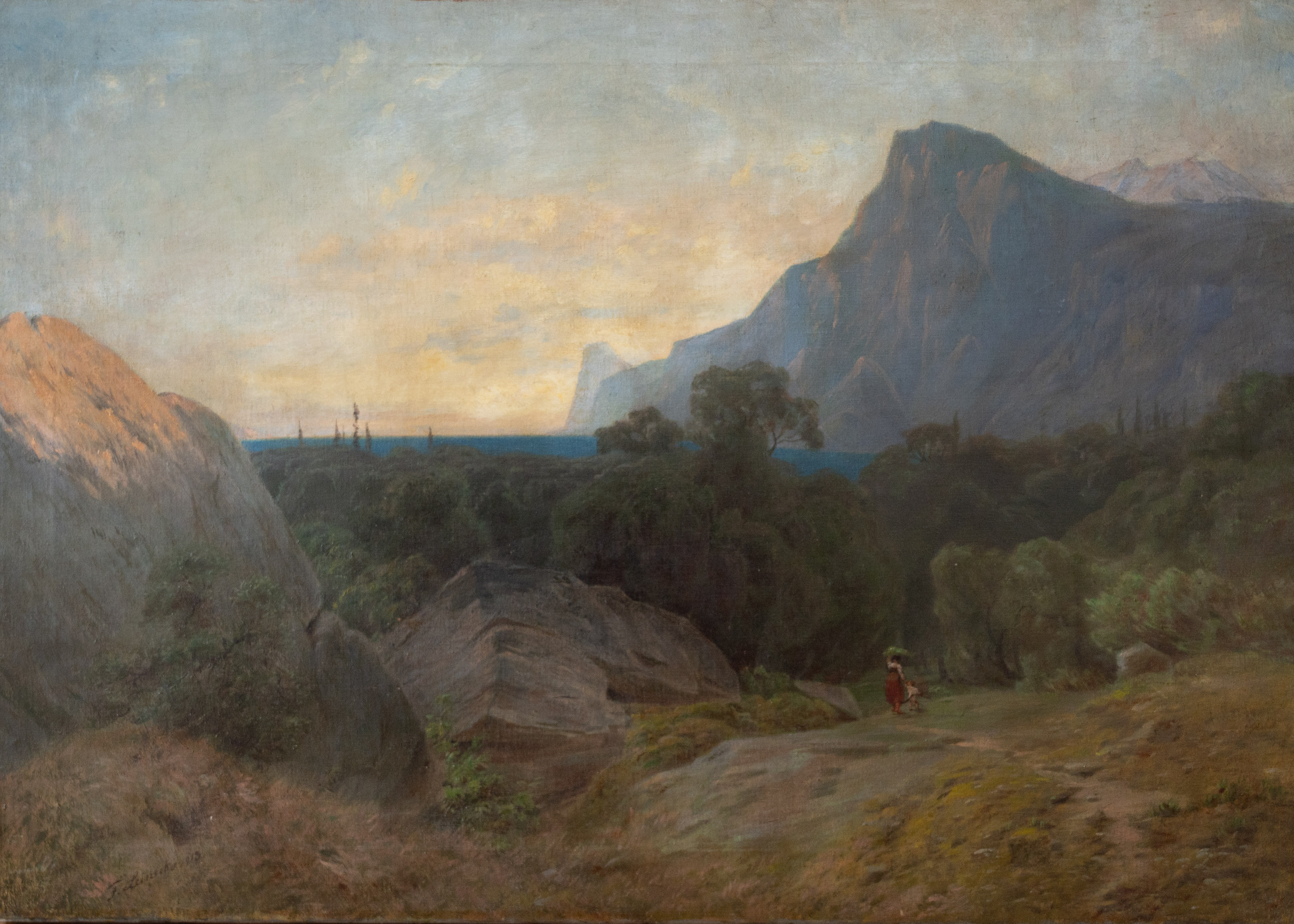
Gemälde von Franz Leinecker aus dem Jahr 1913. Es zeigt den Blick auf den Gardasee von Arco aus.

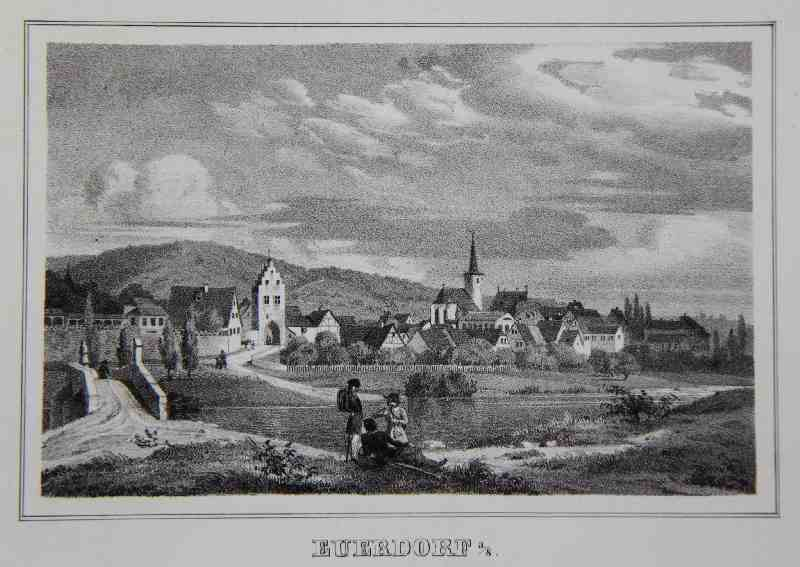
Lithografie von Franz Leinecker – Marktflecken Euerdorf in der Zeit um 1845

Franz Leinecker (* 25. Juli 1825 in Würzburg; † 1. April 1917 in München) war ein deutscher Landschafts- und Vedutenmaler sowie Lithograf.

## Leben
Leinecker studierte Malerei ab dem 29. Mai 1844 an der Königlichen Akademie der Künste in München bei Carl Theodor von Piloty. Nach dem Studium kehrte er nach Würzburg zurück und wurde als freischaffender Landschaftsmaler und Lithograf tätig.
Er gab eine Reihe Lithografien mit Ortsansichten heraus, u. a. von Bad Kissingen, Euerdorf, Gerolzhofen, Marktbreit, Reichenberg, Randersacker am Main, Schweinfurt am Main, Werneck, Sulzheim, Kitzingen und Würzburg. Eine Sammlung dieser Ortsansichten befindet sich im Mainfränkischen Museum in Würzburg.
In den 1880er Jahren besuchte er Italien.